# (15702) Olegkotov
(15702) Olegkotov est un astéroïde de la ceinture principale.

## Description
(15702) Olegkotov est un astéroïde de la ceinture principale. Il fut découvert le 2 septembre 1987 à Naoutchnyï par Lioudmila Tchernykh. Il présente une orbite caractérisée par un demi-grand axe de 2,74 UA, une excentricité de 0,14 et une inclinaison de 8,0° par rapport à l'écliptique.

## Compléments